# Cryptops monilisin
Cryptops monilisin är en mångfotingart som beskrevs av Paul Gervais 1849. Cryptops monilisin ingår i släktet Cryptops och familjen Cryptopidae. Inga underarter finns listade i Catalogue of Life.